# Карыш-Елга
Карыш-Елга (баш. Ҡарышйылға) — деревня в Караидельском районе Республики Башкортостан Российской Федерации. Входит в состав Новобердяшского сельсовета. 

## География

### Географическое положение
Находится на левом берегу реки Юрюзани.
Расстояние до:
- районного центра (Караидель): 45 км,
- центра сельсовета (Новый Бердяш): 2,4 км,
- ближайшей ж/д станции (Щучье Озеро): 108 км.

## Население
| 2002 | 2009 | 2010 |
| ---- | ---- | ---- |
| 27   | →27  | ↘24  |

Национальный состав
Согласно переписи 2002 года, преобладающая национальность — татары (80 %).